# ماركوس تيبار
ماركوس تيبار (بالإسبانية: Marcos Tébar Ramiro)‏ هو لاعب كرة قدم إسباني في مركز الوسط، ولد في 7 فبراير 1986 في مدريد في إسبانيا. شارك مع منتخب إسبانيا تحت 16 سنة لكرة القدم ومنتخب إسبانيا تحت 17 سنة لكرة القدم. أما مع النوادي، فقد لعب مع رايو فايكانو وريال مدريد ج وريال مدريد كاستيا وريال مدريد ونادي ألميريا ونادي برينتفورد ونادي جيرونا ونادي دلهي ديناموس ونادي ريوس ديبورتيو ونادي مدينة بونه لكرة القدم ونادي ياغوستيرا.

## وصلات خارجية
- ماركوس تيبار على موقع الاتحاد الدولي (مؤرشف)  (الإنجليزية)
- ماركوس تيبار على موقع قاعدة بيانات كرة القدم.إي يو (الإنجليزية)
- ماركوس تيبار على موقع Soccerbase.com (لاعب) (الإنجليزية)
- ماركوس تيبار على موقع Soccerway.com (الإنجليزية)
- ماركوس تيبار على موقع AS.com (الإسبانية)